# Los Cóndores Air Base
Los Cóndores Air Base är en flygbas i Chile.   Den ligger i provinsen Provincia de Iquique och regionen Región de Tarapacá, i den norra delen av landet, 1 400 km norr om huvudstaden Santiago de Chile. Los Cóndores Air Base ligger 36 meter över havet.
Terrängen runt Los Cóndores Air Base är varierad. Havet är nära Los Cóndores Air Base åt nordväst. Runt Los Cóndores Air Base är det ganska tätbefolkat, med 83 invånare per kvadratkilometer.. 
Trakten runt Los Cóndores Air Base är ofruktbar med lite eller ingen växtlighet.